# Diagrama de Lexis
En demografia, el terme Diagrama de Lexis és un diagrama bidimensional que s'utilitza per a representar esdeveniments (com ara naixements o defuncions) que els succeeixen a individus pertanyents a diferents cohorts. El seu nom es deu al economista i científic social alemany Wilhelm Lexis (1837-1914), tot i que no sembla que fos el primer en plantejar-lo.

## Descripció

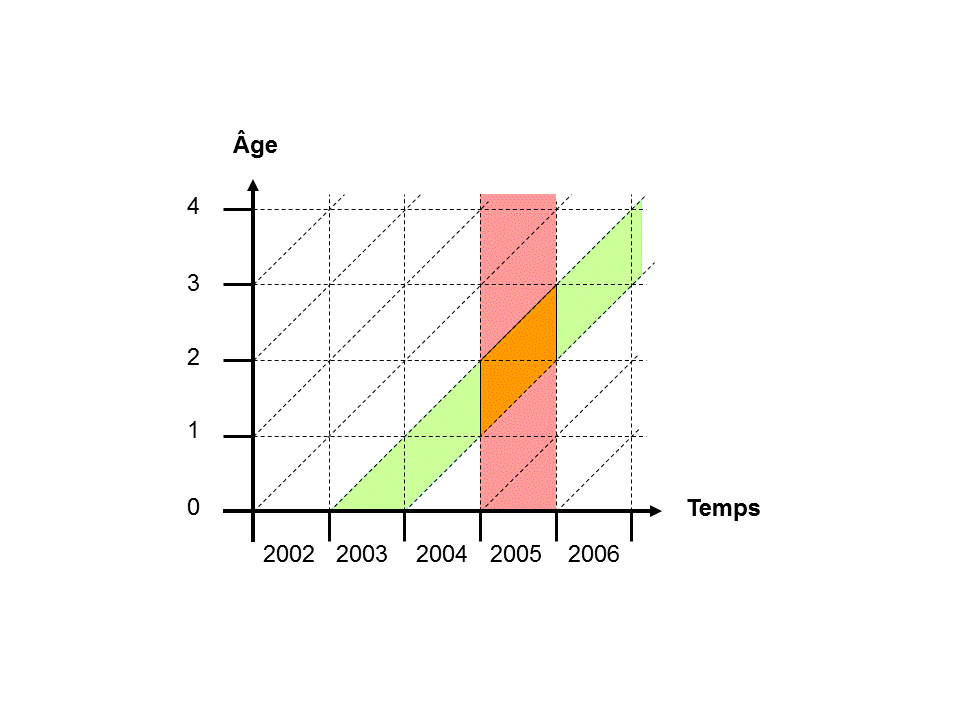
Diagrama de Lexis representant la cohort dels nascuts el 2003 en verd i l'any 2005 en vermell

En l'eix d'abscisses es representa l'edat exacta, mentre que a l'eix de coordenades es representa l'edat complida. La cohort és un conjunt de persones que viuen el mateix esdeveniment al mateix període. Si l'esdeveniment és el naixement, aquest cohort rep el nom de generació.
El diagrama permet dues anàlisis: longitudinalment, per estudiar una cohort en el temps, i transversalment, per estudiar en un període el comportament d'una una sèrie de cohorts.
El seu gran avantatge és la seva simplicitat quan s'utilitza per a fer projeccions de població, ja que permet estimar el comportament de cada grup de població, projectar-lo en el temps i, després, verificar els resultats obtinguts en cada cohort.